# Meunasah Jijiem
Meunasah Jijiem is een bestuurslaag in het regentschap Pidie Jaya van de provincie Atjeh, Indonesië. Meunasah Jijiem telt 464 inwoners (volkstelling 2010).